# Aetanthus verticillatus
Aetanthus verticillatus là một loài thực vật có hoa trong họ Loranthaceae. Loài này được (A.C. Sm.) Kuijt mô tả khoa học đầu tiên.